# Acasta purpurata
Acasta purpurata is een zeepokkensoort uit de familie van de Balanidae.